# Гапалодекты
Гапалодекты (лат. Hapalodectes, от др.-греч. ἁπᾰλο- +δήκτης, буквально: мягко кусающий) — род вымерших выдроподобных млекопитающих из отряда мезонихий. Были преимущественно наземными, но не бегающими животными. Питались в основном рыбой. Описано 10 видов.
Род, по-видимому, возник в Азии; самый старый известный вид, датируемый поздним палеоценом, H. dux, известен по останкам из Монголии, формация Наран-Булак. Через несколько миллионов лет гапалодекты заселили Северную Америку. Исчезли в конце эоцена (эоцен-олигоценовое вымирание).
Строение черепа и зубов позволяет предполагать особенно близкое родство гапалодектов с археоцетами, такими как пакицетус. Впрочем, более поздние исследования показывают, что археоцеты являются более близкими родственниками семейства мезонихид.

## Виды
По данным сайта Paleobiology Database, на ноябрь 2018 года в род включают 10 видов:
- Hapalodectes anthracinus Zhou et Gingerich, 1991
- Hapalodectes auctus Matthew et Granger, 1925
- Hapalodectes dux Lopatin, 1999
- Hapalodectes hetangensis Ting et Li, 1987
- Hapalodectes huanghaiensis Tong et Wang, 2006
- Hapalodectes leptognathus Osborn et Wortman, 1892
- Hapalodectes lopatini Solé et al., 2017
- Hapalodectes lushiensis Chow, 1965
- Hapalodectes paleocenus Beard et all., 2010
- Hapalodectes serus Matthew et Granger, 1925